# J-113,397
J-113,397 je opioidni analgetik koji je bio prvi visoko selektivni antagonist nociceptinskog receptora (ORL-1). On je nekoliko stotina puta selektivniji za ORL-1 receptor nego za druge opioidne receptore. Njegovi efekti u studijama na životinjama su sprečavanje razvoja tolerancije za morfin, prevencija hiperalgezije indukovane intracerebroventrikularnom administracijom nociceptina (orfanina FQ), kao i stimulacija oslobađanja dopamina u strijatumu, što povišava efekte nagrađivanja kokaina, ali može da ima kliničku primenu u lečenju Parkinsonove bolesti.